# Phryganopteryx pauliani
Phryganopteryx pauliani är en fjärilsart som beskrevs av De Toulgoët. Phryganopteryx pauliani ingår i släktet Phryganopteryx och familjen björnspinnare. Inga underarter finns listade i Catalogue of Life.